# Kasteel van Pierrefonds
Het Kasteel van Pierrefonds (Frans: Château de Pierrefonds) is een imposante burcht bij Pierrefonds aan de zuidwestrand van het Bos van Compiègne, ten noorden van Parijs tussen Villers-Cotterêts en Compiègne, in het departement l'Oise. Het kasteel vertoont de voornaamste karakteristieke eigenschappen van de middeleeuwse defensieve bouwstijl. Het kasteel van Pierrefonds is sinds 1862 geklasseerd als Frans historisch monument.

## Geschiedenis
Al in de 12e eeuw bevond zich een burcht op de zogeheten Rots van Pierrefonds.

### 14e eeuw
Bijna drie eeuwen later, in 1392, verheft koning Karel VI het graafschap Valois (waarvan Pierrefonds deel uitmaakt) tot hertogdom en schenkt het aan zijn broer Lodewijk van Orléans. Deze schenkt het oorspronkelijke kasteel aan de Zusters van Saint-Sulpice en laat tussen 1393 en zijn dood in 1407 een nieuw gebouw oprichten door hofarchitect Jean le Noir op de huidige locatie.

### 17e eeuw

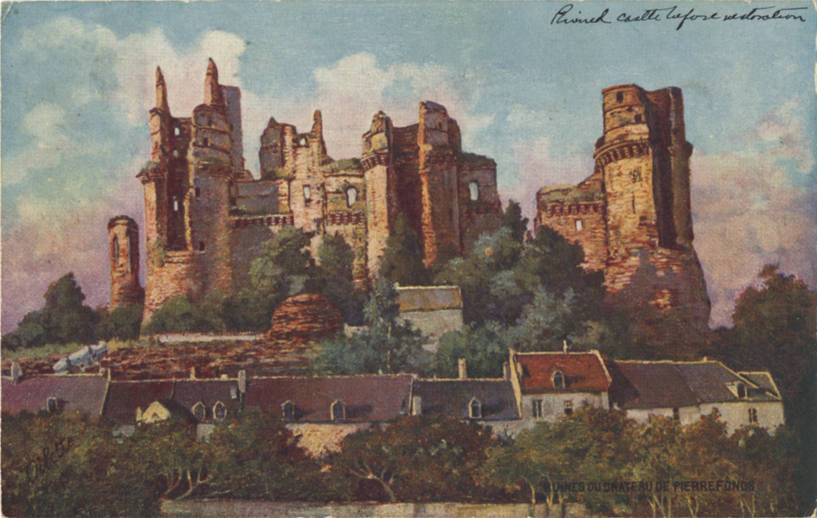
De ruïnes vóór de restauratie
(ca.1900/09), briefkaart

Maart 1617, tijdens het roerige begin van de regering van Lodewijk XIII, is het kasteel eigendom van François-Annibal d'Estrées, lid van de parti des mécontents (partij der ontevredenen) geleid door Hendrik II, prins van Condé. Het kasteel wordt belegerd en veroverd door de troepen van toenmalig staatssecretaris van Oorlog Richelieu. Er wordt begonnen met de ontmanteling van het kasteel, maar de taak is te zwaar om af te maken. Wel worden de bijgebouwen afgebroken, daken verwoest en wordt schade toegebracht aan torens en tussenmuren.

### 19e eeuw

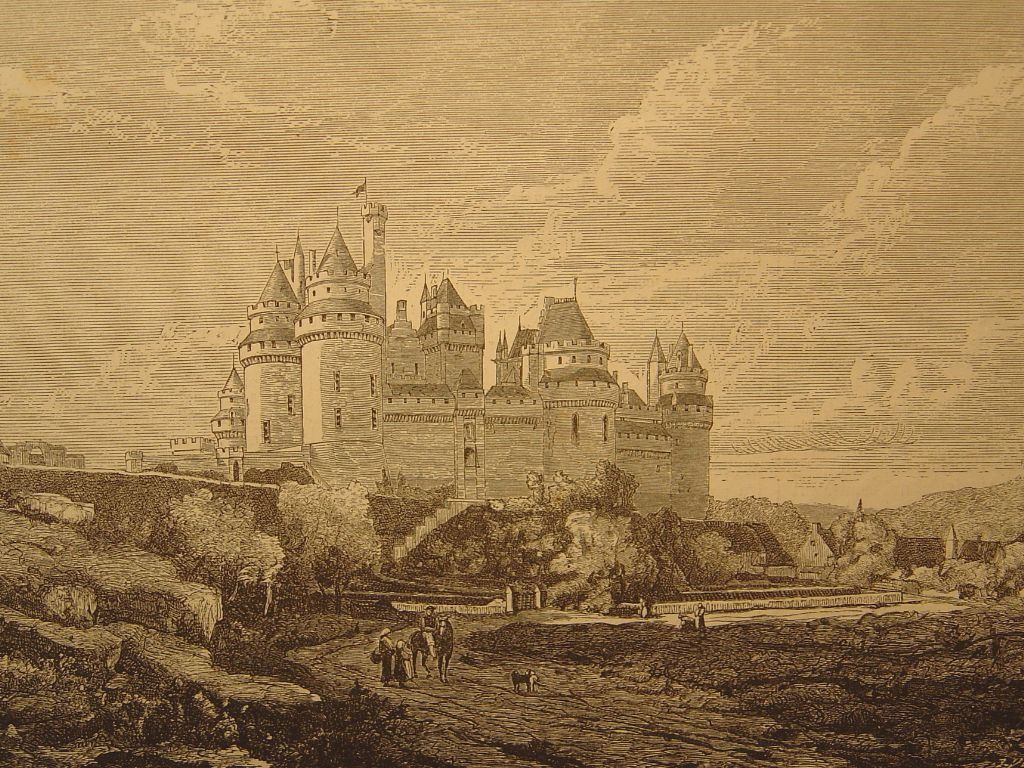
Toestand tijdens restauratie
(1872), L'Illustration Européenne

Ruim twee eeuwen blijft het kasteel een ruïne. Napoleon koopt het op in 1810 voor minder dan 3000 frank. In de loop van de 19e eeuw, waarin het architectonische erfgoed van de middeleeuwen wordt herontdekt, wordt het een 'romantische ruïne': in augustus 1832 geeft Louis-Philippe er een banket ter gelegenheid van het huwelijk van zijn dochter Louise met de eerste Belgische koning Leopold I. Een van de schilders die de ruïnes ontdekt is Corot, die het tussen 1834 en 1866 meermalen vastlegt. Het kasteel geldt sinds 1848 officieel als historisch monument.
Louis Napoleon, president van Frankrijk (1848-1852), (de latere keizer Napoleon III) bezoekt het kasteel in 1850. Op voorspraak van de dichter Prosper Mérimée geeft de pas gekroonde keizer in 1857 de architect Eugène Viollet-le-Duc opdracht het te restaureren. Er gaat een anekdote, dat de keizer twijfelde tussen de restauratie van het kasteel van Pierrefonds en een ander; zijn vrouw Eugénie stelde toen voor om lootjes te trekken, waaruit Pierrefonds tevoorschijn kwam. Niet toevallig: om haar zin te krijgen, zou ze op beide lootjes dezelfde naam hebben geschreven.

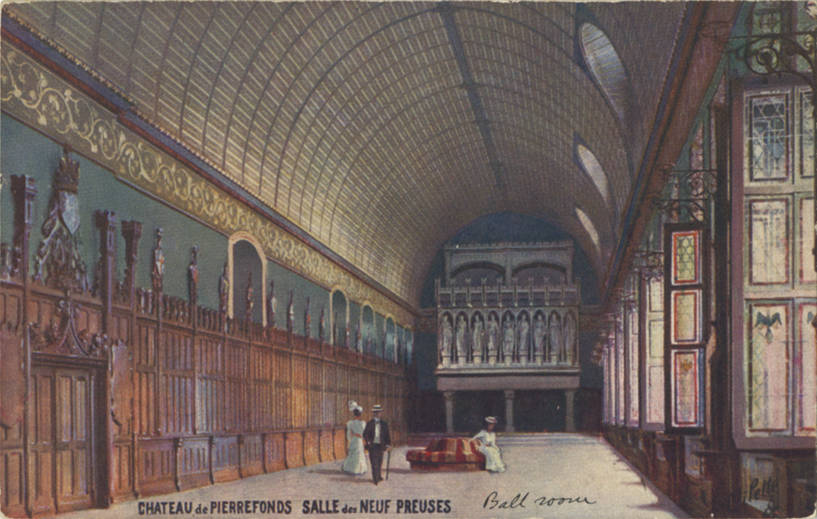
Salle des Neuf Preuses
(ca.1900/09), briefkaart van de balzaal

Het was echter geen kwestie van louter herstel van de bewoonbare gedeelten (donjon en vleugels); de 'pittoreske ruïnes' moesten als decor behouden blijven. In 1861 werd het project uitgebreid: nu wenste de vorst er een keizerlijke residentie van te maken. Het kasteel moest derhalve in zijn geheel worden herbouwd. De bouw, die uiteindelijk 5 miljoen toenmalige frank kostte, werd onderbroken door het aftreden van Napoleon III in 1870 en voltooid in 1885, zes jaar na de dood van Viollet-le-Duc; zijn schoonzoon voltooide de restauratie. Door geldgebrek werd de inrichting van de zalen niet voltooid.
Voor het interieur steunde Viollet-le-Duc meer op eigen vinding en nieuwe plannen dan op restauratie. Hij stelde zich voor hoe het geweest moest zijn zonder zich te baseren op historische bronnen. De binnenplaats met de renaissancistische galerijen, evenals de veelkleurige middeleeuws-aandoende schilderingen, wijzen op zijn eclecticisme en vrije interpretatie. In de uitwendige architectuur is echter zijn bijzondere kennis van de 14e-eeuwse kasteelbouw te herkennen. Toch verraden het park en de fortificaties allerlei invloeden van verdedigingsbouwwerken uit andere eeuwen, en is ook zijn zeer persoonlijke inspiratie zichtbaar. Zelfs zijn kat is in gietijzer op het dak terug te vinden. Het gehele ontwerp herinnert aan een ander bouwwerk van Viollet-le-Duc, het Château de Roquetaillade.

### Huidige tijd
Na een periode waarin de publieke belangstelling daalde, is tegenwoordig de activiteit sterk gegroeid, onder meer door de verwerving van nieuwe kunstwerken en renovatie van het park. Het kasteel heeft meermalen gediend als filmdecor, onder andere voor Les Visiteurs en The Messenger: The Story of Joan of Arc. In 2007 lag het kasteel op de route van de Tour de France (3e etappe).
Ook werd het Kasteel van Pierrefonds gebruikt als decor voor de BBC-serie Merlin als kasteel van 'Camelot'.

## Galerij

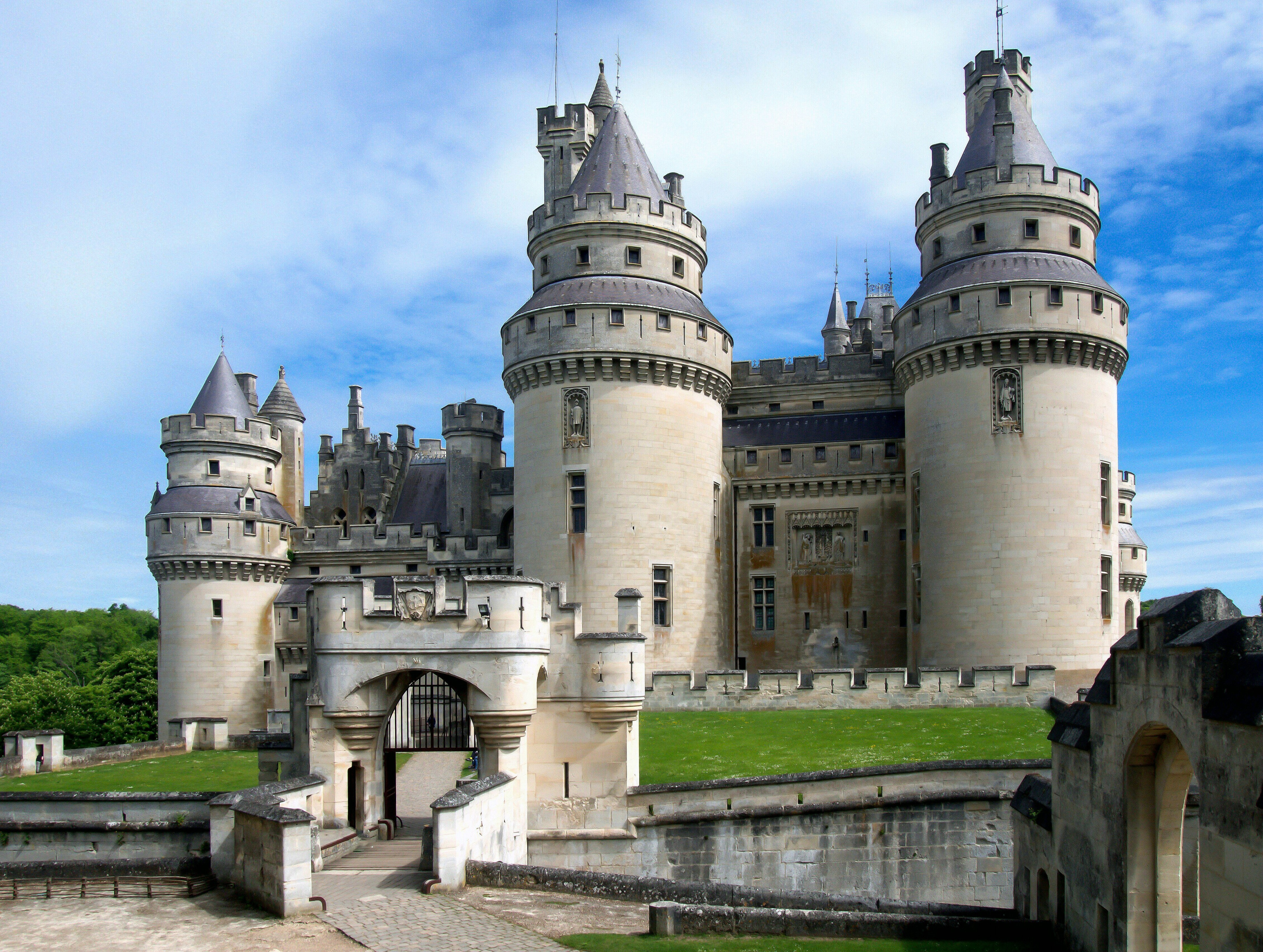
Hoofdingang
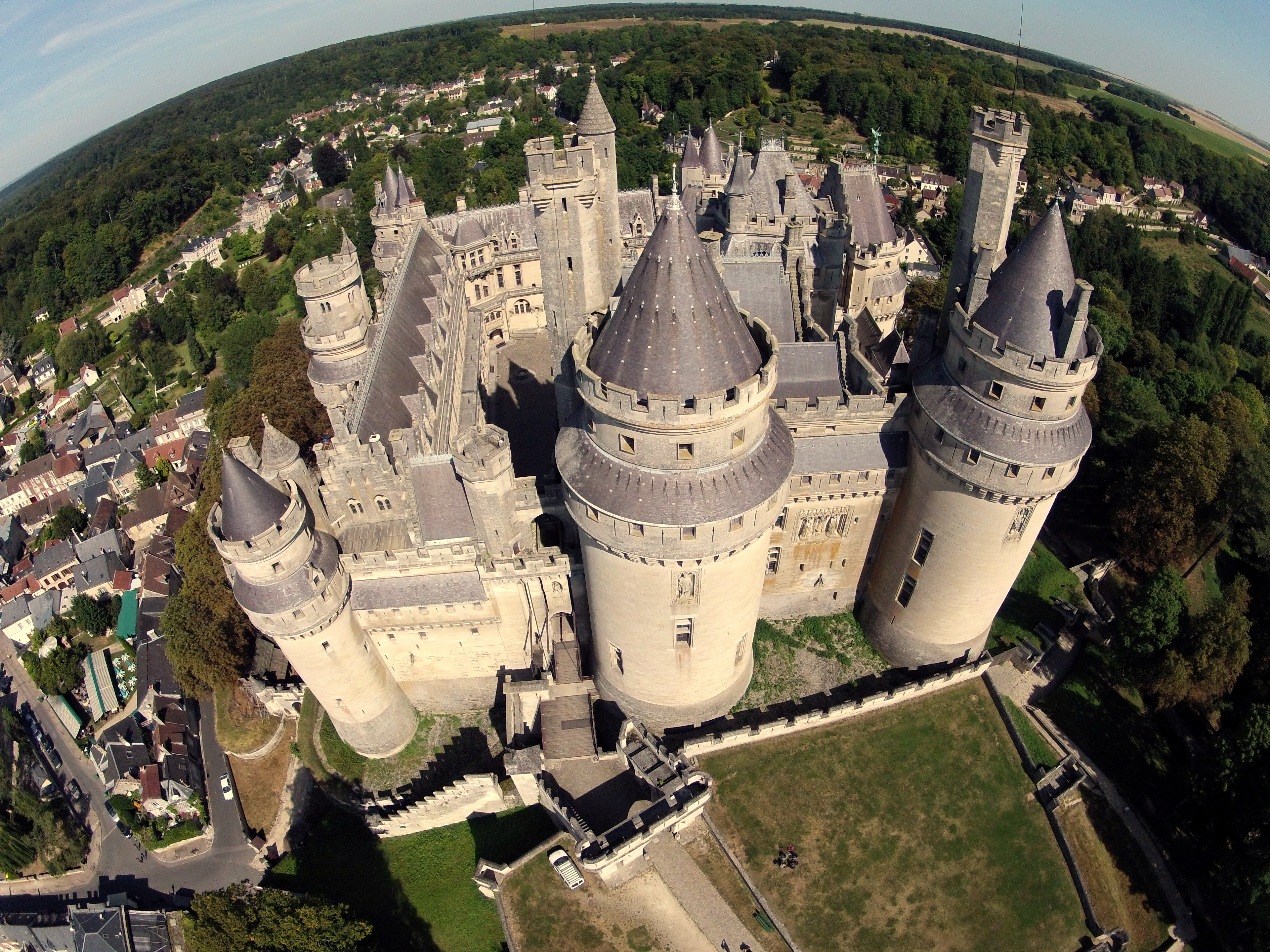
Luchtfoto
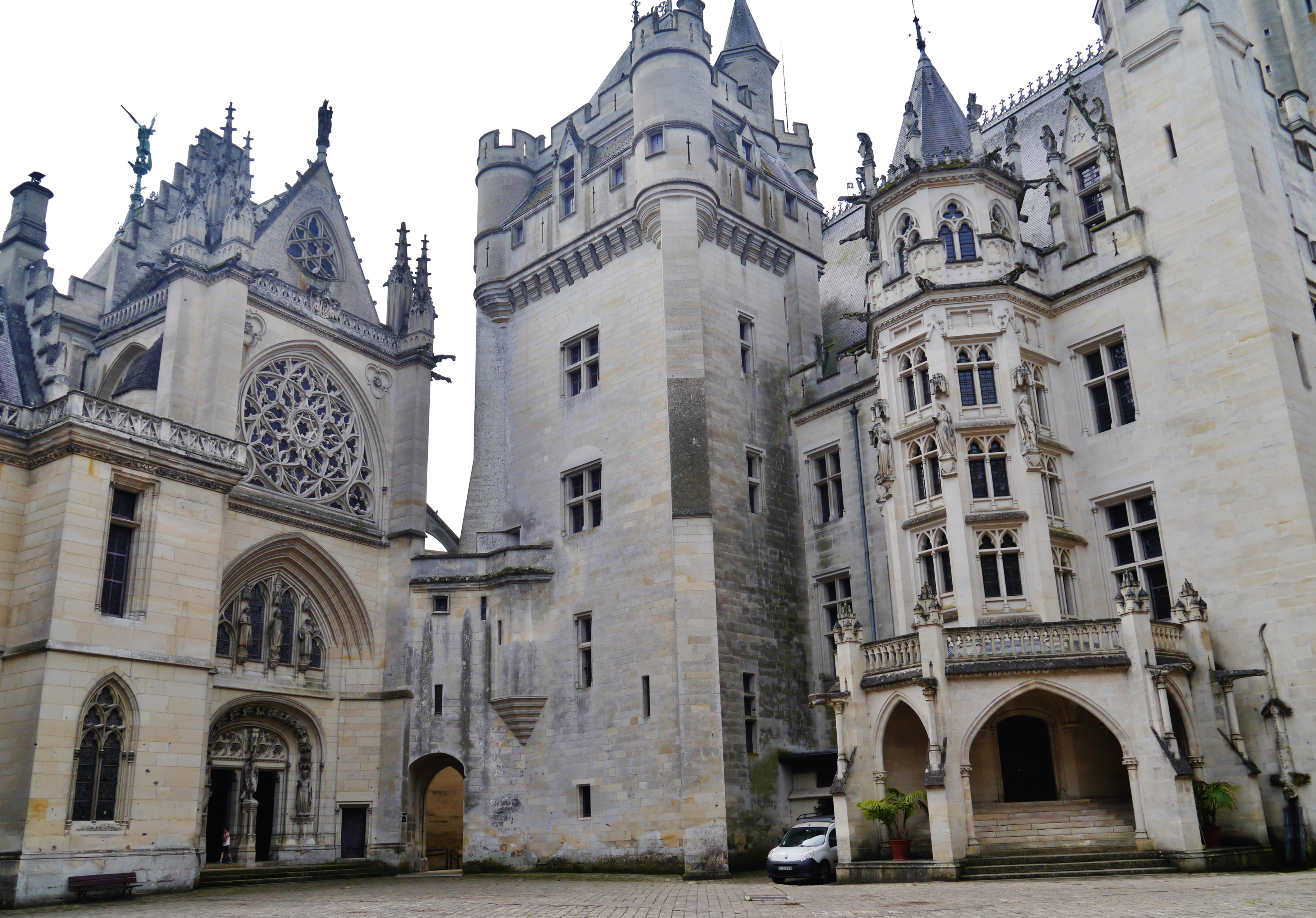
Binnenplaats
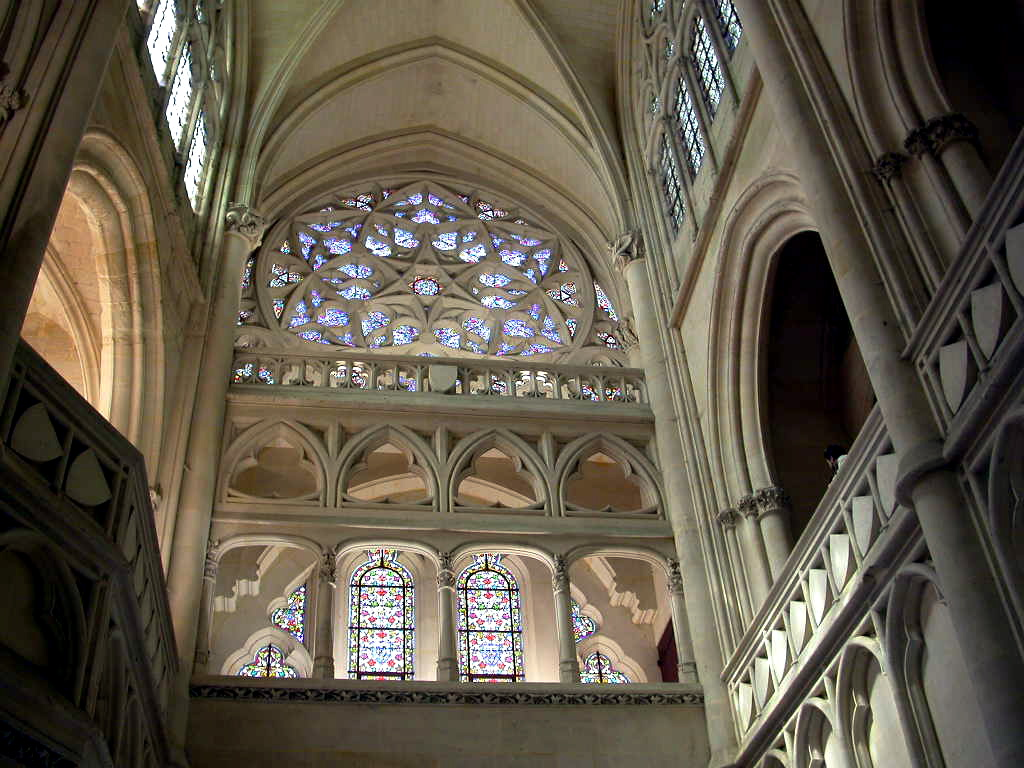
De kapel
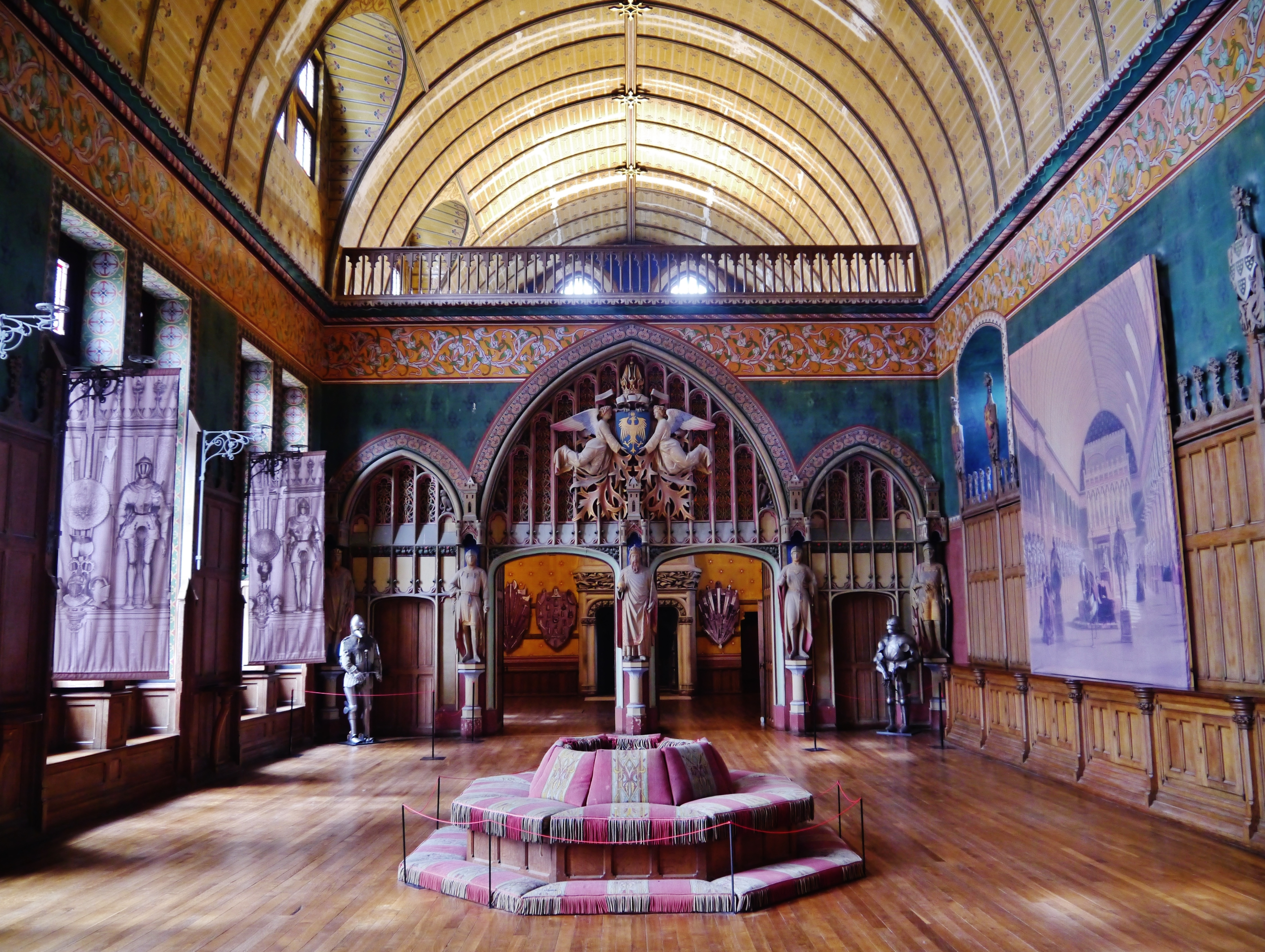
Salle des Preuses
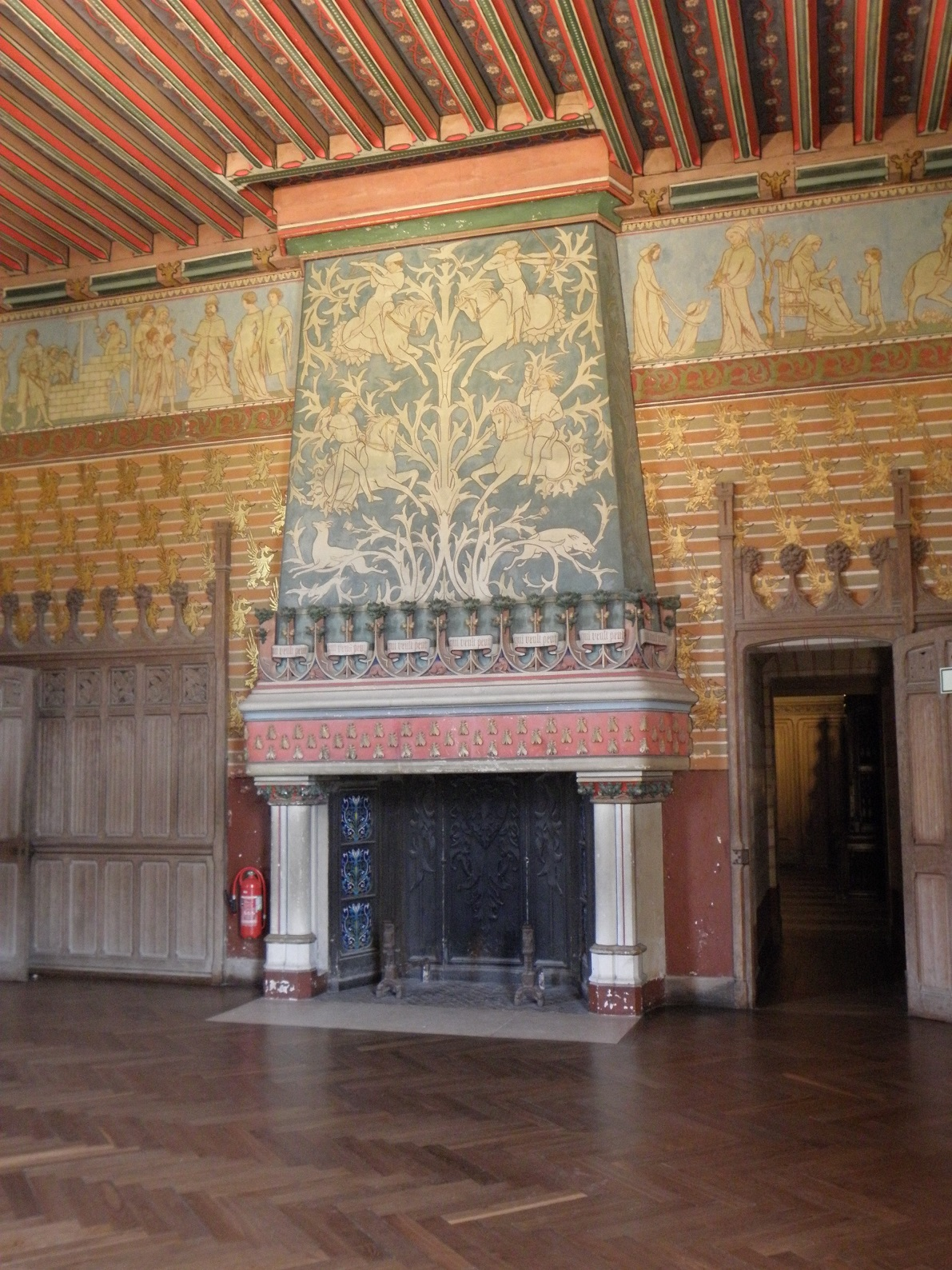
Chambre de Napoléon III
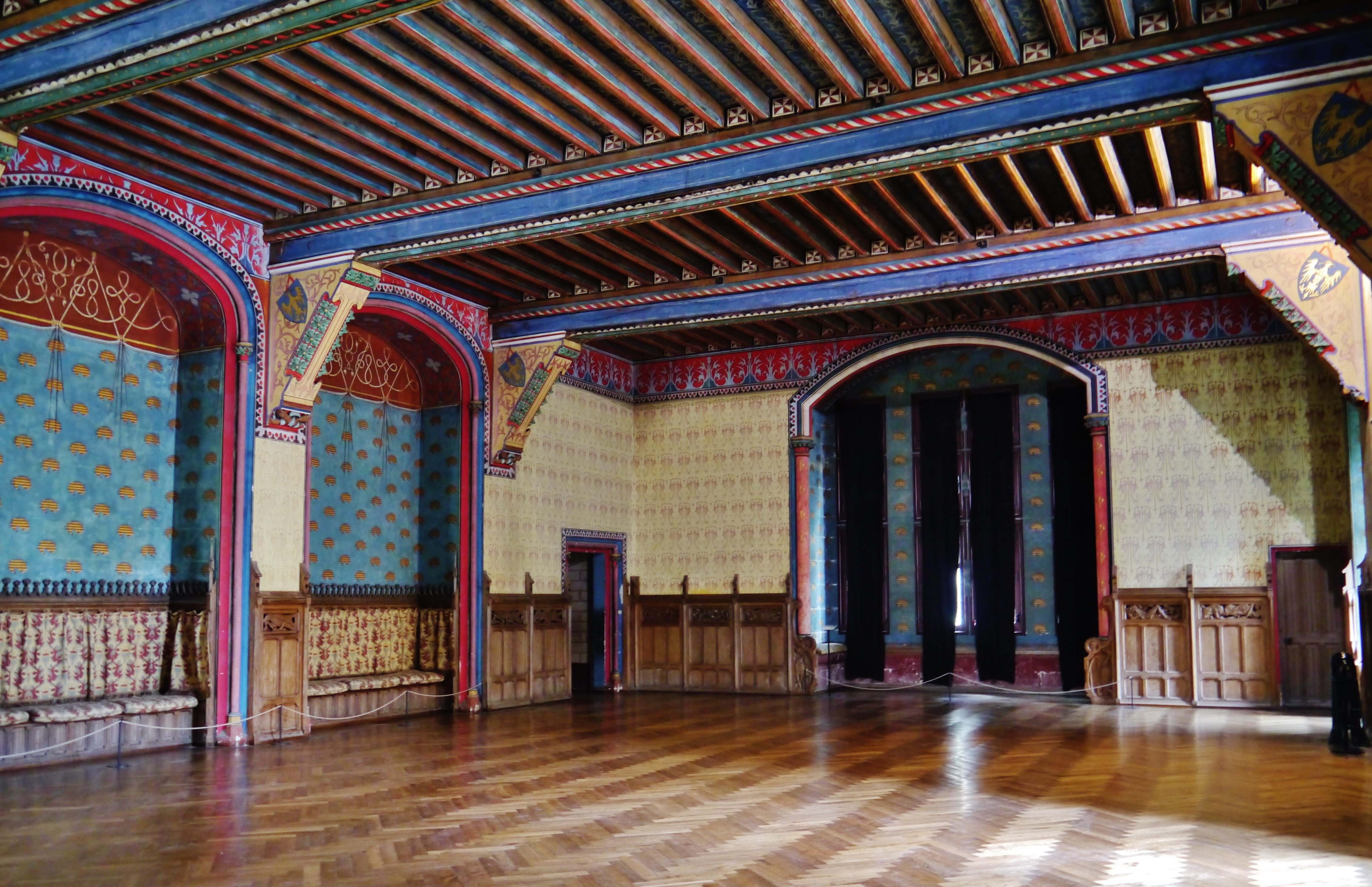
Salon de Réception
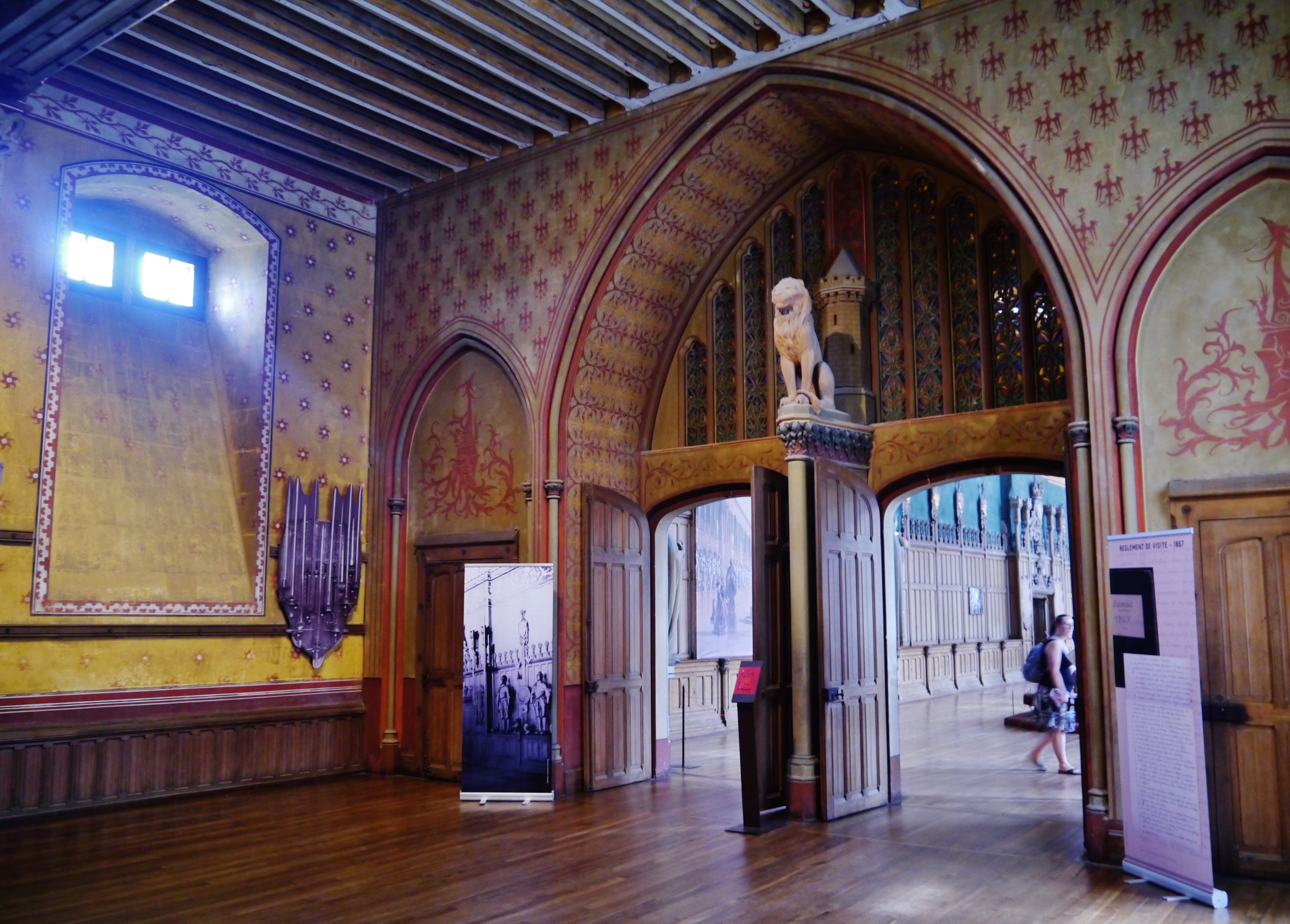
Salle des Chasses
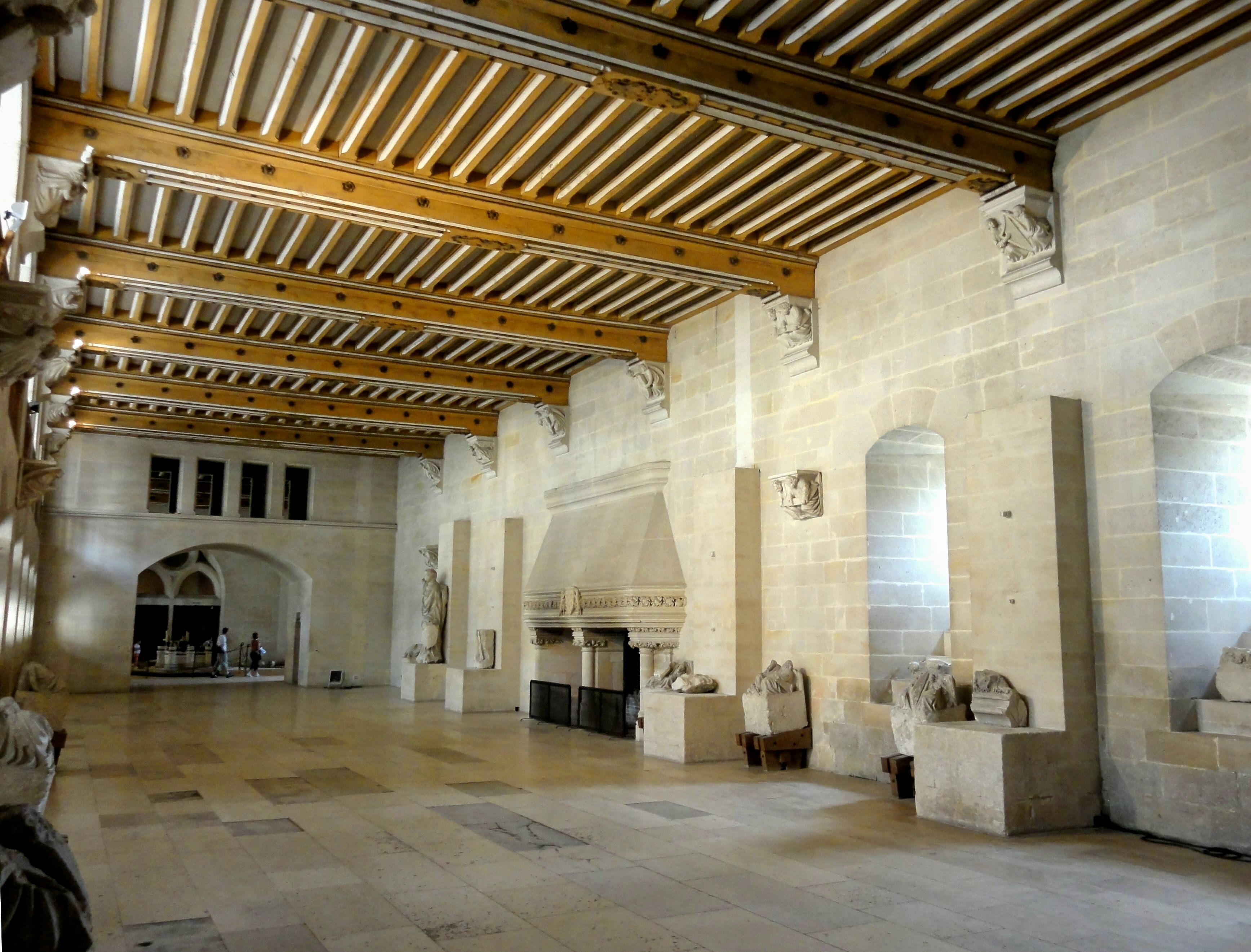
Salle des Gardes